# Sigma Award
De Sigma Award, officieel Sigma Delta Chi Award  is een jaarlijkse prijs die wordt uitgereikt door de Society of Professional Journalists (SPJ) (voorheen Sigma Delta Chi) voor excellentie in de journalistiek. De SPJ stelt dat het doel van de onderscheiding is om 'de vrije stroom van informatie die van vitaal belang is voor een goed geïnformeerde burgerij' te bevorderen.

## Geschiedenis
De prijzen worden toegekend sinds 1939. De SPJ reikte voor het eerst de Distinguished Service Awards uit. Deze onderscheidingen werden later de Sigma Delta Chi Awards. Voorafgaand aan de uitreiking van de prijzen koos de vereniging in 1932 eerst zes personen voor hun bijdragen aan de journalistiek.

## Toelatingseisen
Van elke inzending wordt een vergoeding geïnd. Sinds 2007 bedroeg de vergoeding voor leden van de Society of Professional Journalists $ 60, $ 100 voor niet-leden. Alle inzendingen moeten vergezeld gaan van drie exemplaren van het inschrijfformulier.
Bovendien moet elk item een begeleidende brief bevatten met een samenvatting van het verhaal of de verhalen, een bespreking van de belangrijkste bevindingen en resultaten, een overzicht van het gevolgde proces om het verhaal te krijgen en een verslag van de moeilijkheid of het unieke karakter van de inspanning om het te verkrijgen.
De jury van 2012 beoordeelde meer dan 1.700 inzendingen.

## Beoordelingscriteria
Inzendingen worden beoordeeld door een panel van vooraanstaande, ervaren journalisten. Voor elke categorie wordt één onderscheiding uitgereikt en juryleden kunnen een onderscheiding inhouden als zij van mening zijn dat de inzending niet waardig is.
Inzendingen worden beoordeeld op leesbaarheid, effectiviteit van interpretatie, nauwkeurigheid en volledigheid, ondernemingszin, duidelijkheid en stijl, vindingrijkheid van de verslaggever bij het overwinnen van obstakels, interesse en naleving van de Etische gedragscode van de SPJ.

## Categorieën
De 48 categorieën worden toegewezen op basis van publicatietype of het soort werk in de journalistiek. Er zijn onderscheidingen voor kranten en nieuwsagentschappen, tijdschriften, kunst en grafiek, radio, televisie, nieuwsbrieven, onderzoek en online verslaggeving.

## Nederlandse winnaars
Het Nederlands onderzoeksprogramma Pointer won in 2022 voor de derde maal achtereen een Sigma Award in de categorie datajournalistiek.. In 2020 voor een visualisatie over identiteitsdiefstal. In 2021 voor de productie over onteigende en doorverkochte Joodse woningen tijdens de Tweede Wereldoorlog. En in 2022 voor de productie Het digitale trollenleger.